# Smittium pennelli
Smittium pennelli är en svampart som beskrevs av Lichtw. 1984. Smittium pennelli ingår i släktet Smittium och familjen Legeriomycetaceae.   Inga underarter finns listade i Catalogue of Life.